# Самуил Нутини
Самуил Нутини е италиански католически духовник, работил в мисията на капуцините в Софийско-пловдивската епархия в България.

## Биография
Викентий Нутини е роден на 9 юли 1833 г. в Прато, в региона Тоскана, в Италия. Завършва философия и богословие в манастира Монтучи близо до Флоренция. Приема монашеско име Самуил.
На 2 ноември 1869 г. пристига в България като мисионер от ордена на капуцините. Назначен е за енорийски свещеник в енорията „Свети Лудвиг“ в Пловдив и генерален викарий на епархията. Oт 1872 г. до 1879 г. е перфект на католическата семинария в Пловдив.
През януари 1880 г. е назначен за енорийски свещеник в енорията „Пресвето сърце Исусово“ в Калъчлии. През 1886 г. отец Самуил започва за събира помощи за нова църква. Княгиня Климентина и цар Фердинанд участват със собствени средства. Отец Нутини предприема обиколка в Австрия и Италия, където е успял да събере значителни за времето си средства. Новата църква е завършена на 4 октомври 1892 г. Той също построява нови сгради за мъжкото и девическото училище в енорията.
Закупува земите на изселилите се турци от съседното турско село Бекирлии за енориашите си. През 1887 г. съгражда скромна църква в енорията „Свети Антон“ в село Салалии за настанилите се там преселници от Калъчлии. Оттеглилият се от служба архиепископ Франциск Доменик Рейнауди живее в енорията му от 1885 г. до 1893 г.
Отец Самуил умира от тиф на 18 януари 1894 г. в Калъчлии. Неговият наследник отец Северин от Бадия изпраща статия за списание „Анали Франческани“, в която е описал живота му.